# Zastava Severne Makedonije
Zastava Severne Makedonije prikazuje stilizirano rumeno sonce na rdečem polju z osmimi žarki, ki se širijo od središča do roba polja. Sonce z osmimi žarki predstavlja »novo sonce svobode«, ki se omenja v Denes nad Makedonija (»Danes nad Makedonijo«), državni himni Severne Makedonije. Zastavo je oblikoval Miroslav Grčev in je bila sprejeta 5. oktobra 1995.

## Zasnova
Zastava je v razmerju 1:2 in vsebuje dve barvi:
| Barvni model        | Rdeča      | Rumena     |
| ------------------- | ---------- | ---------- |
| RGB                 | 206-32-40  | 249-214-22 |
| Šestnajstiški zapis | #CE2028    | #F9D616    |
| CMYK                | 0-68-65-19 | 0-14-89-2  |
| Pantone (približek) | 1795 C     | 115 C      |

## Zgodovina
Sodobno makedonsko državo je 2. avgusta 1944 proglasilo Antifašistično sobranje narodne osvoboditve Makedonije (ASNOM), njen vrhovni predstavniški in zakonodajni organ do leta 1946. Zastava države, sprva imenovane Demokratična federalna Makedonija, je bila sprejeta na drugem zasedanju ASNOM-a v decembru. Na prvi različici zastave je bila upodobljena zlato obrobljena rdeča zvezda na rdeči podlagi.
Po razglasitvi Federativne ljudske republike Jugoslavije se je Demokratična federalna Makedonija marca 1946 preimenovala v Ljudsko republiko Makedonijo in postala ena od sestavnih republik nove Jugoslavije. Decembra 1946 so sprejeli spremenjeno različico dotedanje zastave, ki je prikazovala zlato obrobljeno rdečo zvezdo v zgornjem levem kotu rdeče podlage. Nova zastava je spominjala na zastavo Sovjetske zveze in Ljudske republike Kitajske ter je bila edina med zastavami jugoslovanskih republik, ki ni vsebovala panslovanske modre, bele in rdeče barvne kombinacije. V uporabi je ostala do makedonske osamosvojitve avgusta 1991 in še nekaj časa po njej zaradi nestrinjanj glede nove zastave.
Leta 1991 je Todor Petrov, predsednik nacionalistične organizacije Svetovni makedonski kongres in podpornik kontroverzne politike »antikvizacije«, za državni simbol nove samostojne Republike Makedonije oblikoval in predlagal verginsko sonce, simbol, ki so ga odkrili v mestecu Vergina, prvi prestolnici antične Makedonije v današnji Grčiji. 11. avgusta 1992 je Makedonija zamenjala socialistično zastavo za zastavo z verginskim soncem (ali zvezdo) – osmimi večjimi in osmimi manjšimi žarki, ki izhajajo iz sredine na rdečem polju. Verginsko sonce na zastavi je skupaj z imenom države in ustavo postala predmet spora med Makedonijo in Grčijo, ki meni, da je verginsko sonce grški simbol. Februarja 1994 je Grčija uvedla gospodarsko blokado Makedonije, ki je trajala do sklenitve začasnega sporazuma septembra 1995. 
Oktobra 1995 je Makedonija sprejela današnjo zastavo. Makedonski konservativci in nacionalisti spremembe zastave niso hoteli sprejeti in so vztrajali pri uporabi zastave z verginskim soncem. S Prespanskim sporazumom, ki je dokončno razrešil spor med državama, se je Severna Makedonija obvezala k odstranitvi verginskega sonca iz vseh javnih prostorov, tudi z zastav. 